# Episodi di Monty Python's Flying Circus (quarta stagione)
| nº   | Titolo originale             | Titolo italiano                      | Prima TV UK      | Prima TV Italia |
| ---- | ---------------------------- | ------------------------------------ | ---------------- | --------------- |
| 1-40 | The Golden Age of Ballooning | L'epoca d'oro della mongolfiera      | 31 ottobre 1974  |                 |
| 2-41 | Michael Ellis                | Michael Ellis                        | 7 novembre 1974  |                 |
| 3-42 | The Light Entertainment War  | La guerra del varietà                | 14 novembre 1974 |                 |
| 4-43 | Hamlet                       | Amleto                               | 21 novembre 1974 |                 |
| 5-44 | Mr. Neutron                  | Il Signor Neutrone                   | 28 novembre 1974 |                 |
| 6-45 | Party Political Broadcast    | La trasmissione politica del partito | 5 dicembre 1974  |                 |

## L'epoca d'oro della mongolfiera
- Titolo originale: The Golden Age of Ballooning
- Diretto da: Ian MacNaughton
- Scritto da: Graham Chapman, Michael Palin, Eric Idle, Terry Jones, Terry Gilliam
- Guest star: Carol Cleveland

### Sketch
- I fratelli Montgolfier
- Cartone animato - I fratelli Montgolfier si lavano a vicenda
- Luigi XIV
- Giorgio III
- Zeppelin

## Michael Ellis
- Titolo originale: Michael Ellis
- Diretto da: Ian MacNaughton
- Scritto da: Graham Chapman, Michael Palin, Eric Idle, Terry Jones, Terry Gilliam
- Guest star: Carol Cleveland

### Sketch
- Ai grandi magazzini: Comprare una formica
- A casa con la formica e altri animali
- La comunicazione tra le formiche
- Cartone animato - Formiche
- Lettura di poesie - Formiche
- Il toupet
- Finali alternativi

## La guerra del varietà
- Titolo originale: Anything Goes, The Light Entertainment War
- Diretto da: Ian MacNaughton
- Scritto da: Graham Chapman, Michael Palin, Eric Idle, Terry Jones, Terry Gilliam
- Guest star: Carol Cleveland, Neil Innes

### Sketch
- "Sul marciapiede"
- Preso in giro dalla RAF
- Banalizzazione della guerra
- Corte marziale
- Basingstoke in Westfalia - "Entra di tutto"
- Trailer del film
- Gli spettatori sono degli stupidi
- Conferenza sui titoli dei programmi
- Cartone animato - Centro televisivo
- Parole legnose e parole metalliche
- Salto a ostacoli - Musical
- Flash d'agenzia - Tedeschi
- "Quando inizia un sogno?" (canzone)

## Amleto
- Titolo originale: Hamlet
- Diretto da: Ian MacNaughton
- Scritto da: Graham Chapman, Michael Palin, Eric Idle, Terry Jones, Terry Gilliam
- Guest star: Carol Cleveland, Connie Booth

### Sketch
- Psichiatri fasulli
- Nationwide: i caschi della polizia
- Il suocero
- Amleto e Ofelia
- Cartone animato - I paracadutisti
- Le conseguenze di un incontro di boxe
- Il motore a pistoni - Un affare
- Una stanza a casa di Polonio
- Dentisti a Epsom
- L'handicap della Regina Vittoria
- Gara del giorno: risultati

## Il Signor Neutrone
- Titolo originale: Mr. Neutron
- Diretto da: Ian MacNaughton
- Scritto da: Graham Chapman, Michael Palin, Eric Idle, Terry Jones, Terry Gilliam
- Guest star: Carol Cleveland

### Sketch
- La cerimonia delle buche delle lettere
- Arriva il signor Neutrone
- P.A.U.R.A./Il signor Neutrone è scomparso!
- Teddy Salad - Agente CIA
- Bombardamenti
- La signora F.E.C.C.I.A.
- Giochi di prestigio oggi

## La trasmissione politica del partito
- Titolo originale: Party Political Broadcast
- Diretto da: Ian MacNaughton
- Scritto da: Graham Chapman, Michael Palin, Eric Idle, Terry Jones, Terry Gilliam, Douglas Adams
- Guest star: Carol Cleveland

### Sketch
- Le famiglia più orribile della Gran Bretagna
- La settimana di miele islandese
- L'infermiera pugnalatrice
- Il generale di brigata e il vescovo
- Cartone animato - Cantante d'opera
- Appello per conto delle persone estremamente ricche
- L'uomo che finisce le frasi degli altri
- David Attenborough: l'albero che cammina di Dahomey
- I battitori del Kalahri: un incontro di cricket
- BBC News - Passaggio di consegne